# Werner Schrader
Werner Schrader (7 de marzo de 1895 en Rottorf [actualmente parte de Königslutter], Alemania - 28 de julio de 1944 en Zossen) fue un oficial militar alemán involucrado en varios complots de la resistencia alemana, incluido el famoso complot del 20 de julio, un intento de golpe de Estado para asesinar a Adolf Hitler.

## Primeros años
En 1914 Schrader se graduó como profesor y se alistó voluntariamente en el Ejército alemán donde sirvió a lo largo de la I Guerra Mundial. Desmovilizado en 1920 con el rango de Oberleutnant (teniente primero) trabajó como profesor. Entre 1924 y 1927 enseñó Historia y lengua alemana en una escuela en Wolfenbüttel.
Aproximadamente en el mismo tiempo, Schrader se hizo miembro del grupo Der Stahlhelm (en español: Los Cascos de Acero), una organización de veteranos de la Primera Guerra Mundial. Aquí ascendió como líder regional para Braunschweig. Después de la toma de poder nazi en la República de Weimar, se opuso vehementemente a alinear los Stahlhelm con las tropas de asalto de Hitler, perdiendo finalmente tanto su posición de liderazgo en la institución como su puesto de profesor.
Una acción que claramente llevó a su caída ocurrió en octubre de 1931. Ese mes Werner von Schrader asistió al Congreso de Harzburg; en presencia del prometedor Adolf Hitler, denunció los excesos de las SA y Tropas de Asalto. Así tras el ascenso al poder de Hitler en enero de 1933, el llamado fallido "Stahlhelm Putsch" ocurrió el 27 de marzo de 1933 en Braunschweig y Schrader fue destituido del servicio en la escuela y encarcelado.

## Alemania Nazi y Segunda Guerra Mundial
En 1936, con el posible re-arresto, fue personalmente reclutado para el servicio de inteligencia militar alemana o Abwehr por el Almirante Wilhelm Canaris como Capitán. Fue estacionado primero en Múnich, después en Viena, y después de vuelta en Alemania en el cuartel general del ejército en Zossen, donde fue promovido a Oberstleutnant (Teniente Coronel). Mientras estuvo en Múnich, conoció al combatiente de la resistencia Rudolf von Marogna-Redwitz; mientras estuvo en Viena, empezó a coleccionar evidencias documentales de los crímenes nazis.
Después de la invasión de Polonia en septiembre de 1939, Werner Schrader fue transferido al Cuartel del Alto Mando del Ejército Alemán donde juntó un archivo secreto —completado con informes y fotografías— de las atrocidades de las SS en Polonia. Wilhelm Canaris había presionado con éxito para la presencia del Abwehr en el Cuartel General del Alto Mando del Ejército en Zossen. La pequeña subunidad de cuatro hombres llamada Sección de Deberes Especiales fue completada con personal antinazi, incluyendo a Werner Schrader. Abandonó la pequeña sección en septiembre de 1940 para ser promovido a Mayor y ocupar un puesto en Viena pero retornó a Zossen y a la Sección de Deberes Especiales en 1941 donde permanecería por el resto de su vida. Durante el periodo entre 1939 y 1944, Schrader actuó como el principal custodio de varios archivos y documentos relacionados con la resistencia, convirtiéndose en uno de los archivistas de la resistencia alemana. En 1944, también asumió la responsabilidad sobre los documentos detallados reunidos por Hans von Dohnanyi y Hans Oster. Particularmente cuidó del diario personal de su jefe, el Almirante Canaris, jefe del Abwehr y jefe del movimiento de la resistencia alemana contra Hitler.

## Bomba del complot del 20 de julio
Werner Schrader estuvo involucrado en proveer y entregar los explosivos de la conspiración del 20 de julio. En junio de 1944, el Oberst Wessel Freytag von Loringhoven se convirtió en Jefe del Abwehr II. Para finales de junio de 1944, Werner von Schrader le había proporcionado explosivos y espoletas; estos fueron pasados a Claus von Stauffenberg. Al mismo tiempo debido a su puesto en el servicio secreto militar, estuvo al cargo de investigaciones para hallar explosivos similares. Logró sabotear estas investigaciones. A principios de julio de 1944, Schrader se reunió con Canaris y le informó sobre lo que sabía del complot tramado por Claus von Stauffenberg. Después del fallido intento de asesinato el 20 de julio de 1944, Schrader terminó con su vida el 28 de julio de 1944. Dejó una nota escrita que decía "No iré a la prisión; no dejaré que me torturen...”
La copia en Zossen del diario de Canaris fue descubierta el 4 de abril de 1945 por el General pro-Hitler Walther Buhle y otros importantes documentos de la resistencia también fueron descubiertos por la Gestapo después del suicidio de Schrader. Como resultado, el grupo de Canaris fue ejecutado el 9 de abril de 1945 en los campos de concentración de Flossenburg y Sachsenhausen. Cornelia, la esposa de Schrader, y su hijo Werner Wolf fueron arrestados.